# Estrid Böttiger
 Der er for få eller ingen kildehenvisninger i denne artikel, hvilket er et problem. Du kan hjælpe ved at angive troværdige kilder til de påstande, som fremføres i artiklen.

Estrid Lauritsen Böttiger (født 28. maj 1991) er en dansk tegnefilmsdubber, der har lagt stemme til forskellige serier, film og reklamer. 

## Roller
Estrid har blandt andet dubbet serier/film som: 
- My Little Pony - Scootaloo
- Bubble Guppies - Oona
- Lego Friends - Stephanie
- Monster High: Kun For Spøgelser - River Styxx
- Lego Elves - Aira
- Voltron - Pidge
- Clifford The Big Red Dog - Cleo
- Glitter Force - Emily
- Dora and Friends - Kate
- Wanda and the Alien - Alien
- Wild Kratts - Koki
- Den bestøvlede kat på eventyr – Clondskab
- Randy Cunningham 9th grade ninja – Heidi Weinerman, Fløjtepige, Morgan, Debbie Kang
- Pokemon – Betjent Jenny
- Yakari – Lindetræ, sugar and honey og øvrige stemmer
- Jordbær Marie - Bella Blåbær
- Chowder - Panini
- Miraculous tales of ladybug and cat noir – Mylene og juleka
- Jelly Jam - Mina
- Total Drama Ridoncolous race – McArthur og Emma
- Total Drama Pahkitew Island – Jasmine
- The Magic School Bus - Tim
- CJ the DJ – Lesley Smiles
- Hello Kitty æbleskoven og den parallelzonen - Emily
- Monster High – Lorna McNessie, Catrine DeMew
- Peter Pedal - Ally